# 古宇田晶
古宇田 晶（こうだ あきら、1882年（明治15年）4月16日 - 1939年（昭和14年）11月13日）は、日本の内務・警察官僚。政友会系官選宮崎県知事。

## 経歴
東京府出身。古宇田義鼎の四男として生まれた。第三高等学校を卒業。1908年、東京帝国大学法科大学法律学科（独法）を卒業。農商務省に入省し山林局に配属。1909年11月、文官高等試験行政科試験に合格した。
その後、内務省に転じ宮城県事務官となる。以後、新潟県理事官、兵庫県理事官、岩手県警察部長、宮崎県警察部長、静岡県警察部長、愛知県警察部長、北海道庁土木部長などを歴任。
1927年5月、田中義一内閣により宮崎県知事に任じられた。普通選挙による初の県議選において、選挙違反に問われ大迫元繁宮崎市長と共に逮捕された。そのため、1928年1月10日に依願免本官となり退官した。

## 選挙違反事件
古宇田は知事在職中1927年9月、普通選挙最初の県会議員選挙において、政友会本部から渡された1万3000円の金を使って、反対党候補の弾圧などを行った。この選挙で児湯郡、西臼杵郡において、立候補者を断念させたり、また、政友会に入党させるために資金を使い、現職知事の選挙違反事件として、起訴された。宮崎市長大迫元繁も巻き込んだ事件であった。

## 親族
父親の古宇田義鼎は茨城県出身の判事。長兄に古宇田実、次兄に実業家の古宇田巌（東京帝大法科卒業後朝鮮商業銀行重役などを経て佐賀炭鉱代表、甲子不動産専務など）。妻のスエは海軍中将玉利親賢(1853－1916)の四女。長女・越乃は内田常雄の妻。